# シング・ザ・チェンジズ
シング・ザ・チェンジズ（原題：Sing The Changes）は、2008年にザ・ファイヤーマンが発表した楽曲及び同名のシングル。
アルバムエレクトリック・アーギュメンツ収録。

## 概要
異色なアレンジの楽曲が多いアルバムの中、この曲は「ポールらしい」前向きなポップである。それでありながら、サウンドも歌詞も従来のポールに類似なものはなく、新境地であるとも言える。

シングル化にしたがってプロモーションビデオも制作された。コラージュを多用した、曲に見合うサイケデリックな仕上がりになっている。
ライヴでは2009年から2012年に渡って演奏され、その模様はライブ盤「グッド・イヴニング・ニューヨーク・シティ」に収録されている。